# Videokonferencija
Videokonferencija je povezivanje pojedinaca i grupa preko telekomunikacijskih mreža i video-tehnologije tako da ljudi imaju dojam istovremenog prisustvovanja sastancima u obliku žive video-veze na zaslonu računala.

## Kratka povijest
Prve videokonferencije bilo je moguće izvesti već kod nastanka televizora, bila su potrebna samo dva međusobno spojena televizora. NASA je kod prvih letova u svemir koristila 2 radio-frekvencije (UHF ili VHF), po jednu za svaki smjer. Takve videokonferencije se i kasnije koriste npr. kada se TV reporteri javljaju s udaljene lokacije.
Ta tehnika bila je vrlo skupa, a kasniji pokušaji prijenosa video-sadržaja koristeći normalnu telefonsku liniju nisu bili uspješni zbog raznih tehničkih nedostataka.
U 1980-ima prijenos video sadržaja omogućen je preko digitalne mreže kao što je ISDN koji se od tada rapidno širio svijetom.
U 90-ima tehnologija potrebna za videokonferencije postaje lako dostupna i po razumnim cijenama.  Tada se već i preko IP(Internet protokola) mogu prenositi videokonferencije i 1992.na Webu se pojavljuju besplatni programi kao što su NetMeeting, MSN Messenger, Yahoo Messenger, Skype i dr. koji omogućavaju održavanje videokonferencija.

## Tehnologija
Osnovna tehnologija potrebna za održavanje VK je procesorska jedinica zvana codec (kratica od coder-decoder). Codec omogućuje video konferenciju preko telefonske linije. Njegova zadaća je dvostruka. Na prednjoj strani ima ulogu kodera, tj. uzima analogni video signal i kodira ga (digitalizira i kompresira). Na prijemnoj strani ima ulogu dekodera, tj. dekompresira ulazni, digitalizirani video signal, te ga pretvara u analogni signal. Kvaliteta prijenosa slike i zvuka uvelike ovisi o codecu, jer radi gubitke prilikom kompresije izlaznog video signala, i propusnosti komunikacijske linije (bandwidth). Posljedice sporog codeca ili niske propusnosti komunikacijske linije su isprekidana slika i kašnjenje zvučnog signala.
Ostala oprema je:
Video input: video kamera ili webkamera         
Video output: zaslon računala, televizor ili projektor
Audio input:mikrofon
Audio output: zvučnici
Prijenosnik informacija: analogna ili digitalna mreža, LAN ili Internet
Ovisno o opremi razlikujemo 2 vrste videokonferencija:
1.VK kod kojih se koristi konzola s kamerom gdje konzola sadrži kontrolno računalo i codec, a s konzolom su povezani mikrofoni, TV monitor sa zvučnicima i/ili video projektor.
Postoji više vrsta oprema za izvođenje VK tog tipa:
1.VK za veliku grupu ljudi- oprema nije prenosiva i skuplja je jer se koristi za velike prostorije i auditorije
2.VK za manji broj ljudi- oprema može i ne mora biti prenosiva, ali je manja i jeftinija od prethodne.
3. VK za pojedince- uglavnom prenosiva oprema, kamere su fiksirane, mikrofoni i zvučnici su sastavni dijelovi konzole.
2.Stolna (desktop) VK gdje se običnom računalu dodaju kamera, zvučnici i mikrofoni, potrebna je i komunikacijska mreža i codec koji se ne pojavljuje kao zasebni uređaj, već njegovu ulogu preuzima računalo.
Stolne videokonferencije možemo primijeniti u sustavu obrazovanja, tj. pri udaljenom učenju, za predavanja, konzultacije, ispitivanje studenata, rad studenata u virtualnim timovima i slično.
Osnovna značajka profesionalnih VK je uklanjanje jeke ili AEC(acoustic echo cancellation) koja se mora provjeravati da ne izazove dodatne probleme.
Višelokacijska ili višestrana VK (multipoint) se odnosi na komunikaciju većeg broja sugovornika smještenih na različitim lokacijama. Multi-point videokonferencija izvodi se upotrebom posebnog uređaja zvanog centralni nadzorni uređaj (multiple conference unit) ili kraće "most". Njegova je zadaća da dolazeće pozive, odnosno strane međusobno spaja, te da upravlja onim pozivima koji se naknadno žele uključiti u konferenciju. Ograničen je broj strana koje se mogu istovremeno vidjeti na zaslonu monitora. Postoje mostovi za IP i ISDN videokonferencije, te mostovi koji su samo software ili kombinacija hardware-a i software-a. 
Višelokacijska VK može biti moguća i bez mosta tako da strane direktno dijele video i audio sadržaje tehnikom H.323 Takva je VK bolja jer je kvaliteta sadržaja sačuvana pošto ne mora prolaziti kroz centralnu točku(most) te korisnici mogu vršiti pozive ne brinući o dostupnosti i kontroli mosta.

## Nedostaci
Postoje određeni problemi oko kojih se spori da sprečavaju VK da postanu standardni oblik komunikacije. Jedan od njih je npr. kontakt očima koji igra veliku ulogu u društvenoj komunikaciji, a kod VK stvara se krivi dojam da sugovornik izbjegava kontakt očima. No, smatra se da će ti problemi nestati s unaprjeđenjem tehnologije i navikavanjem ljudi na VK.

## Utjecaji videokonferencija
Postoje određena predviđanja da bi se uskoro moglo razviti video-telefoniranje koje će zamijeniti sadašnji oblik telefoniranja no još ćemo vidjeti da li su ljudi to spremni prihvatiti.
VK u školstvu također mogu biti korisne. Pogotovo za geografsko izolirana i ekonomski ugrožena područja. Preko VK djeca mogu posjetiti druge dijelove svijeta, posjetiti zoo, muzej, učiti jezik i sl.
U medicini također mogu biti korisne. Koristeći ih pacijenti mogu kontaktirati liječnike u hitnim slučajevima ili zatražiti dijagnozu ako su jako udaljeni od bolnice.
U poslovnom svijetu VK omogućuju da pojedinci s udaljenih lokacija mogu prisustvovati sastanku ili da mogu posao obavljati i od kuće.

## Vanjske poveznice
Videokonferencije - Carnet